# Футрик Іван Володимирович
Футрик Іван Володимирович (нар. 5 грудня 1989, Дніпропетровськ)— український спортсмен, академічний веслувальник, призер чемпіонатів Європи і літньої Універсіади у Казані.
Освіта — Дніпропетровський національний гірничий університет.

## Біографія
Іван Футрик народився у Дніпропетровську, де і розпочав займатися веслуванням. Перший тренер — Ю.Коваленко.
2007 року на молодіжному чемпіонаті світу в складі четвірки парної був сьомим. 2008 і 2009 року на молодіжному чемпіонаті світу (до 23 років) в складі четвірки парної був другим, 2010 року — третім.
2010 дебютував на дорослому чемпіонаті світу — в складі четвірки парної був десятим.
2011 року був третім на етапі Кубку світу і першим на молодіжному чемпіонаті світу (до 23 років) в складі четвірки парної, двадцять другим на чемпіонаті світу і четвертим на чемпіонаті Європи в складі двійки парної. 2012 року на етапах Кубку світу в складі четвірки парної був десятим і восьмим, а на чемпіонаті Європи в складі четвірки парної (Юрій Іванов, Іван Футрик, Олександр Надтока, Іван Довгодько) став срібним призером.
2013 року на чемпіонаті Європи в складі четвірки парної був четвертим.
На літній Універсіаді 2013, яка проходила з 6-о по 17-е липня у Казані, Іван представляв Україну в академічному веслуванні у складі вісімки зі стерновим. та завоював срібну нагороду разом із Василем Завгороднім, Дмитром Міхаєм, Владиславом Нікуліним, Анатолієм Радченком, Віталієм Цурканом, Денисом Чорним, Станіславом Чумраєвим та Іваном Юрченком.
У попередніх запливах вони посіли друге місце (6:06.07) пропустивши вперед команду з Польщі. Друге місце дозволило змагатись у втішному запливі за вихід до фіналу. Там українці показали третій час (6:00.90), що дозволило вийти до фіналу. У фіналі наша команда ще покращила результат до 5:52.31, але цей час дозволив посісти тільки друге місце. Чемпіонами стали росіяни (5:47.54), бронзові нагороди у голландців (5:53.55).
На чемпіонаті світу 2013 року Футрик в одиночках зайняв двадцяте місце. На чемпіонаті Європи 2014 року в складі двійки був вісімнадцятим, а на чемпіонаті Європи 2015 Футрик та Сергій Гринь завоювали бронзові нагороди. На чемпіонаті світу 2015 їх екіпаж був сімнадцятим. На кваліфікаційній регаті 2016 на Олімпійські ігри 2016 Футрик і Гринь не змогли пройти до фіналу.
2019 року на чемпіонаті світу Іван Футрик в змаганнях двійок парних був шістнадцятим.

## Сімейний стан
Дружина — Катерина Футрик, академічна веслувальниця, олімпійська чемпіонка, чемпіонка Європи.
Діти (двійня) — Артем і Анастасія.

## Державні нагороди
- Орден Данила Галицького (25 липня 2013) — за досягнення високих спортивних результатів на XXVII Всесвітній літній Універсіаді в Казані, виявлені самовідданість та волю до перемоги, піднесення міжнародного авторитету України[5]